# 山村蘇門
山村 蘇門（やまむら そもん)、蘇門は号であり、本名は山村 良由 (やまむら　たかよし)である。尾張藩の木曾代官九代。隠居後は尾張藩の年寄役（家老職）。漢詩人としても著名である。

## 生涯
山村甚兵衛家は関ヶ原の戦いでの功により、当初は江戸幕府の旗本となったが、元和元年（1615年）以降は尾張藩の附属とされた。
山村家は尾張藩の木曽代官の仕事と共に、幕府から預かった福島関所を守る特別な職務を与えられ、尾張藩の重臣（大寄合）であると同時に幕臣（江戸城柳間詰）としての身分も合わせもつ特別な家柄であった。蘇門(良由)の頃の山村甚兵衛家の知行所は、美濃国の恵那郡・土岐郡・可児郡の内で中山道沿いの村々の5,700石であった。
寛保2年（1742年）3月6日、山村良啓の次男として生まれた。
幼い頃から読書を好み、10歳の頃には昼夜を問わず読書にふけったので、侍医が心配して父・良啓に告げてやめさせようとしたが、返ってこれを悲しみ、食事をとろうとしなかったので、侍医も驚いて好きなようにさせたという。
宝暦の初年、良由(蘇門)は、山村甚兵衛家の侍医で本草学者であった三村道益に学問の手ほどきを受けた。、
宝暦11年（1761年）、将軍代替わりの挨拶のため、父に従って江戸へ参府し、将軍・徳川家治に御目見えした。
同年の江戸滞在中に、大内熊耳に師事した。
在府の諸名家と交流を約して木曽へ帰り、その後は疑問の点があれば書き留めておき、書状をもって教えを受けた。
明和3年（1766年）、京都の江村北海に入門した。前年には、蘇門の片腕となって仕えることとなる石作貞一郎(石作駒石・いしづくりくせき)が伊勢の学者の南宮大湫に教えを受け、大湫と同門であった細井平洲にも教えを受けた。
天明元年（1781年）10月、家督を嗣いで山村甚兵衛を襲名し、木曾代官の九代となった。
当時、財政が困窮していたので、節約を励行し、名古屋屋敷の留守居役であった石作貞一郎(駒石)を勘定役に抜擢して整理を託した。
凶作が続いたこの時期、美濃や松本から木曽谷へ米を入れるとともに、産業の振興を図り、財政を改善した。
山村家は深刻な財政難に陥っていたが、率先して質素倹約に努め、幕府に掛け合って木曽領内に運び込まれる米を確保し、石作貞一郎(駒石)ら有能な家臣を登用して町人の協力を取付け、財政再建に大きな成果をあげた。
天明7年（1787年）は大規模な飢饉となり、全国では餓死者が多数出ていた。蘇門は自ら領内の各村を巡視して金穀を給し、医薬を給したため、木曽では多くの人々が餓死を免れた。この業績は中山道を通行した幕府老中の松平定信が知って驚き、良由(蘇門)を幕府の老中に抜擢しようとしたところ、そのことを、尾張藩主の徳川宗睦が知るところとなり、
同年10月、良由と良喬の父子は尾張藩から召し出され、12月に名古屋城へ出仕し、思召を以て、家督を甥の良喬に譲り、良由(蘇門)を尾張藩の年寄役（家老職）に抜擢され、知行3,000石を下附された。
天明8年（1788年）、従五位下伊勢守に任じられた。
寛政2年（1790年）、江戸定府詰中には、85人扶持を給された。
寛政5年（1793年）、従五位下、伊勢守に叙せられた。
寛政10年（1798年）に病により隠居を願い出たため、尾張藩主の徳川宗睦はこれを惜しみ、家老の成瀬正典と共に止めようとしたが、良由は「人の止むる是我退くべきの秋也」と伝えた。
尾張藩の年寄役を退いた後は、隠居扶持50人を給せられ、江戸の芝にあった山村家の屋敷に居住していたが、寛政12年（1800年）、芝の屋敷が火事で焼失したため、隅田川沿いの大川橋南控屋敷に移った。
隠居した後は細井平洲と交わり、中山後凋軒から長沼流の兵法を学んだ。古賀精里、神保蘭室、樺島石梁といった全国の学者と交流を深める一方、木曽義仲を顕彰する「木曽宣公旧里碑」を建立するなど文化事業に力を入れた。著作に『清音楼詩鈔』（二巻）、『清音楼集』（五巻）、『忘形集』などがある。
多能で、弓・馬・刀・槍から、笙・箏・書・画の技に及んで、各々は絶妙に及んでいた。
晩年は古賀精里、秦滄浪、立原翠軒、樺島石梁、菅茶山との文学の交流や、詩作をして過ごした。
文政5年1822年秋、侍臣に対して「速に装束を用意せよ、冬春の交　恐らくは病まん、墳墓の地で終りたい」と語った。
侍臣は、この言葉を信じられず、「君常に木曾の寒気を怖れていた。今霜威強からんとしている。来春を待って帰らるるがよかろうか」と提案した。
しかし良由(蘇門)は、その言葉を聞きいれずに木曾へ帰った。
文政6年1月16日〈1823年2月26日〉、木曽福島の山村邸において82歳で没し、興禅寺に葬られた。戒名は「徳光院殿前勢州刺史照山宗遵大居士」。